# Klaukkala

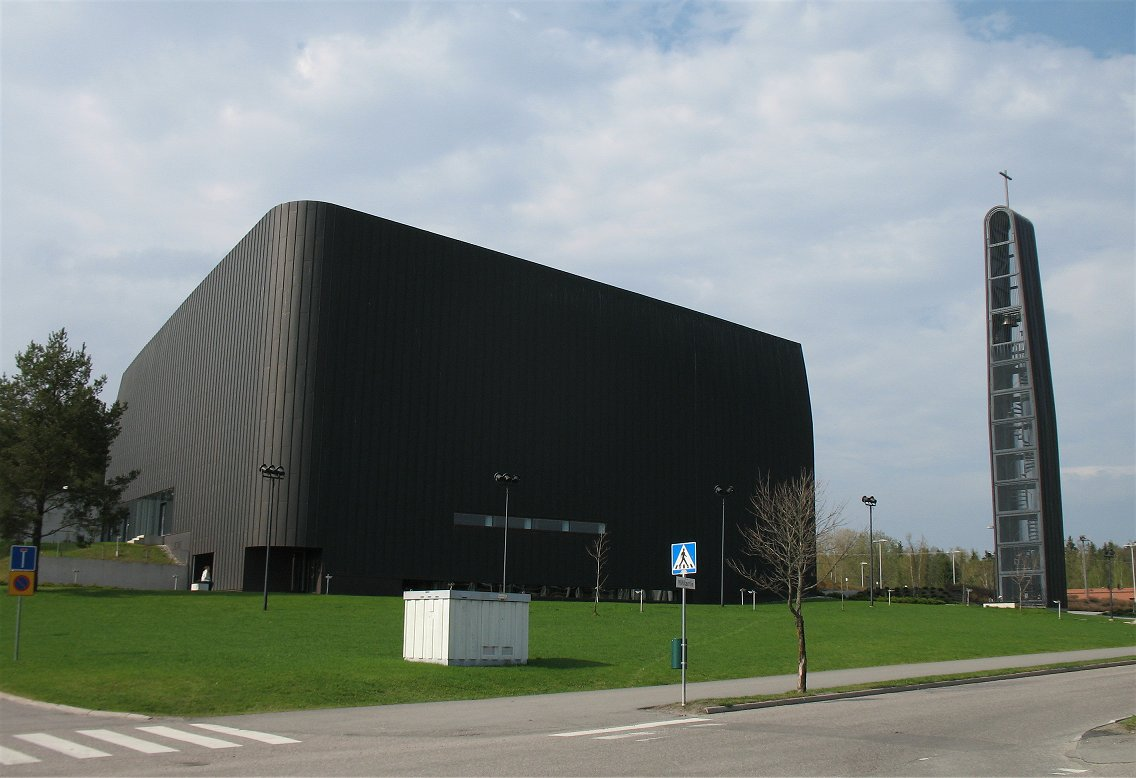
Igreja de Klaukkala.

Klaukkala (Klövskog em sueco) é uma cidade na parte sul do município de Nurmijärvi, na Finlândia, perto do lago Valkjärvi.
Klaukkala é a maior das aldeias de Nurmijärvi. Tem uma população de cerca de 20.000 habitantes e é a área de maior crescimento de Nurmijärvi. Lepsämä, uma área pertencente a Klaukkala, é o local onde reside o ex-primeiro-ministro da Finlândia, Matti Vanhanen.